# Arlequín
El arlequín (arlecchino en italiano) es el personaje más popular de la comedia del arte, aparecida en Italia durante el siglo XVI, pero cuyo origen tiene lugar en la Edad Media. En las sencillas tramas de la commedia aparece como compañero habitual del astuto Brighella y la pícara Colombina, formando el grupo más popular de los zanni («criados»).
La personalidad de Arlecchino puede llegar a resultar camaleónica: astuto y necio, intrigante e indolente, sensual y grosero, brutal y cruel, ingenuo y pobre de solemnidad, como describe su propio atuendo, mil veces remendado y parcheado, que con el tiempo tomó ese aspecto de malla de estampado romboidal. Lleva una máscara negra de nariz geminiana y es un fabuloso acróbata saltarín. Representa al criado tragón y tonto, siempre en busca de pelea, comida y mujeres, pero de pronto humanizado ante las humillaciones, el miedo al hambre, el amor de Colombina y con una inigualable capacidad de supervivencia.

## Traje y máscara
En su origen, el traje de Arlequín, nacido visualmente como el prototipo del mendigo harapiento, estaba hecho de retales irregulares de otras ropas, que demostraban su estatus social de servidor y esclavo. Con el tiempo, se convirtió en un traje de triángulos multicolores, prevaleciendo el rojo y el verde. Más tarde, en el arlequinadas del siglo XVIII, el personaje tomó otras características pasando a ser un amante insidioso, cuyos parches se convirtieron en cuadros en forma de rombo, de colores muy brillantes. Similares cambios convirtieron el original sombrero de ala, en ocasiones adornado con un rabo de conejo o de zorro, en un sombrerete de bufón de influencia centroeuropea.

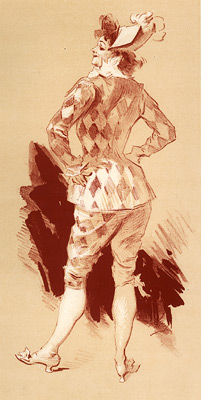
El hermafroditismo estético de Arlequín en esta dama dibujada por Jules Cheret (litografía de 1896).

La máscara de Arlequín, síntesis de gato y mono, resume todas las características del personaje, su forma de ser, sus gestos y movimientos; de ahí su nariz chata y respingona, sus mofletes regordetes y ojos redondos (denunciando su glotonería), o las expresiones mezcla de alegría y sorpresa pero nunca de enfado. Además, la máscara de Arlequín, por lo general de cuero negro, tiene una enorme verruga o chichón en la parte alta (un posible cuerno cortado, vestigio de su origen diablesco). El personaje original lucía grandes bigotes (atributo físico que desapareció en la adaptación francesa de la comedia del arte italiana).

## Origen del nombre y del personaje
El origen de Arlequín está en «Hellekin» o «Helle-kin», un reflejo diablesco del dios Odín (padre de todos en la mitología escandinava). También se lo identifica con el demonio del «Car-navalis» o «Carrus-navalis» de las fiestas del equinoccio de primavera, fiestas que duraron hasta el siglo XIII en Flandes y Alemania, y en las que se parodiaba el terror de las escaramuzas vikingas.
En otros estudios se especifica que, además de "Harlequin, Herlequin o Hellequin", diablo mayor en los misterios 
medievales franceses, otras posibles fuentes podrían ser: "Alichino", diablo dantesco; o el gnomo escandinavo "Erlenköning"; o el histrión italiano "Harlayquino, acogido por el caballero francés Aquiles de Arlay; o un diminutivo del pájaro multicolor llamado «harle» o «herle».
Su comportamiento social, que sirve de pauta al resto de los zanni, es una imitación burlesca de los campesinos pobres de Bérgamo emigrados a la vecina Serenísima República de Venecia para poder ganarse la vida. Como tal, sus intereses no siempre coinciden con los de sus amos, pues su astucia principal es tener más de uno, aunque antes que varios salarios acaba recibiendo distintas palizas.

## De la «commedia dell'arte» a la Comédie Italienne
En el ámbito de la comedia del arte, casi todos los autores coinciden en citar a Tristano Martinelli como introductor de la máscara del «Arlecchino» en Europa, o al menos el primero conocido. En el esquema original italiano, tanto en el modelo veneciano como en el napolitano, Arlequín es el segundo cómico o criado tonto, y en ocasiones se identificará con otros zannis como "Mezzettino" , "Truffaldino" y "Tabarin".
A partir del siglo XVIII fue habitual protagonista en la obra de Lesage, y Carlo Goldoni fijó el personaje en su amplia producción de comedias italianas. Fue el "Trivelino" creado por el actor Domenico Locatelli y desarrollado por el dramaturgo Pierre de Marivaux. El personaje perdió definitivamente sus proporciones originales con las arlequinadas, género teatral cómico británico.
En Alemania, y durante el periodo de la Ilustración («Aufklärung»), Arlequín y sus compañeros de la comedia italiana fueron desterrados. Johann Christoph Gottsched los consideraba vicios anárquicos de la comedia, amén de obscenos e inmorales. Bajo la dirección de la actriz Friederike Caroline Neuber un muñeco de Arlequín fue quemado en el escenario en 1737, como símbolo de la expulsión del tonto del mundo ilustrado de teatro.

### Arlequines famosos
- Zan Ganassa (hacia 1540-1584), nombre artístico de Alberto Naselli (o Gavazzi), activo en Mantua en 1568 y reformador del teatro en España.[11]
- Tristano Martinelli (hacia 1555-1630), actor de la Compañía de los Comici Gelosi, supuesto creador del disfraz.[12]
- Doménico Biancolelli (1637-1688), actor boloñés y gran vedette de la Comédie Italienne.
- El veronés Angelo Costantini (1655-1730), llamado "Mezzettino" o "Mezzetin", e inmortalizado por el pintor Antoine Watteau.[13]
- John Rich (1692-1761), alias "Lun", actor y director londinense, introductor de la pantomima en Inglaterra.[14]
- Antonio Sacco o Sacchi (1708-1788), el "Truffaldino" favorito de Goldoni y Carlo Gozzi.[15]
- Carlo Bertinazzi (1710-1783), alias "Carlin", uno de los más recordados Arlequines de Francia.
- Alexander Moissi (1879-1935), actor  de origen albanés, gran mimo del teatro y el cine francés.
- Nijinsky (1890-1950), el bailarín ruso, esculpido con traje de Arlequín sobre la lápida de su tumba en el cementerio de Montmartre en París.
- Ferruccio Soleri (1929), uno de los últimos arlequines de la escena italiana.

## Iconografía

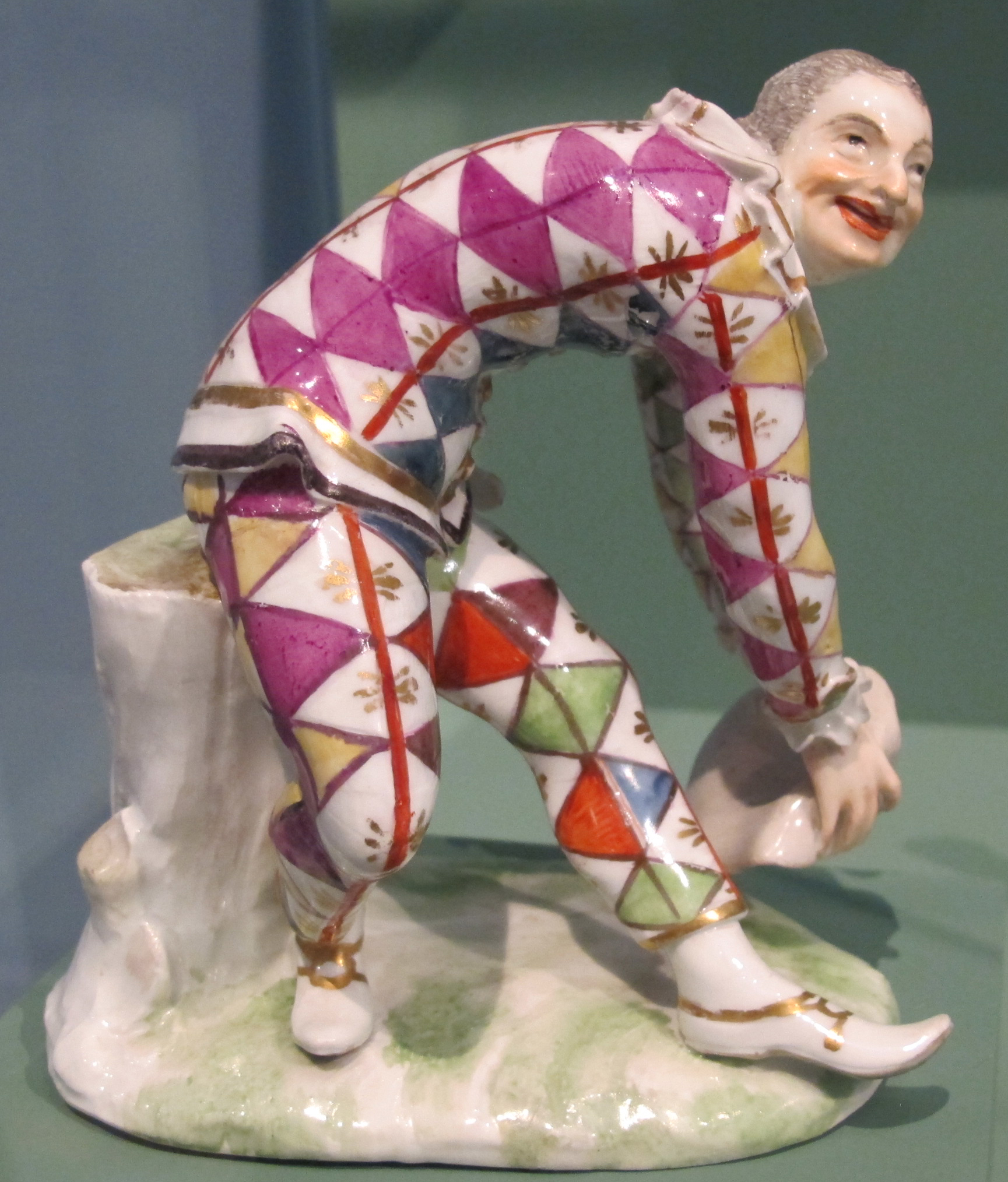
Porcelana de Johann Joachim Kaendler, «Arlecchino fa la riverenza» (hacia 1740). Germanisches Nationalmuseum.

La repercusión artística de Arlequín se ha extendido a otros diversos campos. En el lenguaje, generó el término arlequinado, referido a toda estética visual compuesta de paralelogramos romboidales o losanges de distintos colores.
Dicha influencia iconográfica y lingüística, además de producir términos derivados como «arlequinada» y «arlequinesco», le ha hecho sinónimo de payaso, bufón, gracioso, bromista, burlón, etc. En el mundo de la estructura teatral, se llama arlequines a los bastidores verticales (telones colgantes o bambalinas) situadas en la embocadura del escenario para ocultar al público los laterales de la escena.
En el mundo de la investigación médica, la estética arlequín aparece en la enfermedad conocida como «ictiosis o síndrome arlequín».

## En el arte
La vistosidad tonal de Arlequín lo ha convertido en motivo habitual en la Historia de la Pintura Occidental, y muy especialmente en la segunda mitad del siglo XIX y a lo largo del siglo XX. Quizá el cenit de su presencia pictórica se produjo en el París bohemio en torno al 1900, desde impresionistas como Pierre-Auguste Renoir, o cubistas como Juan Gris, hasta el estudio obsesivo en André Derain o Picasso.

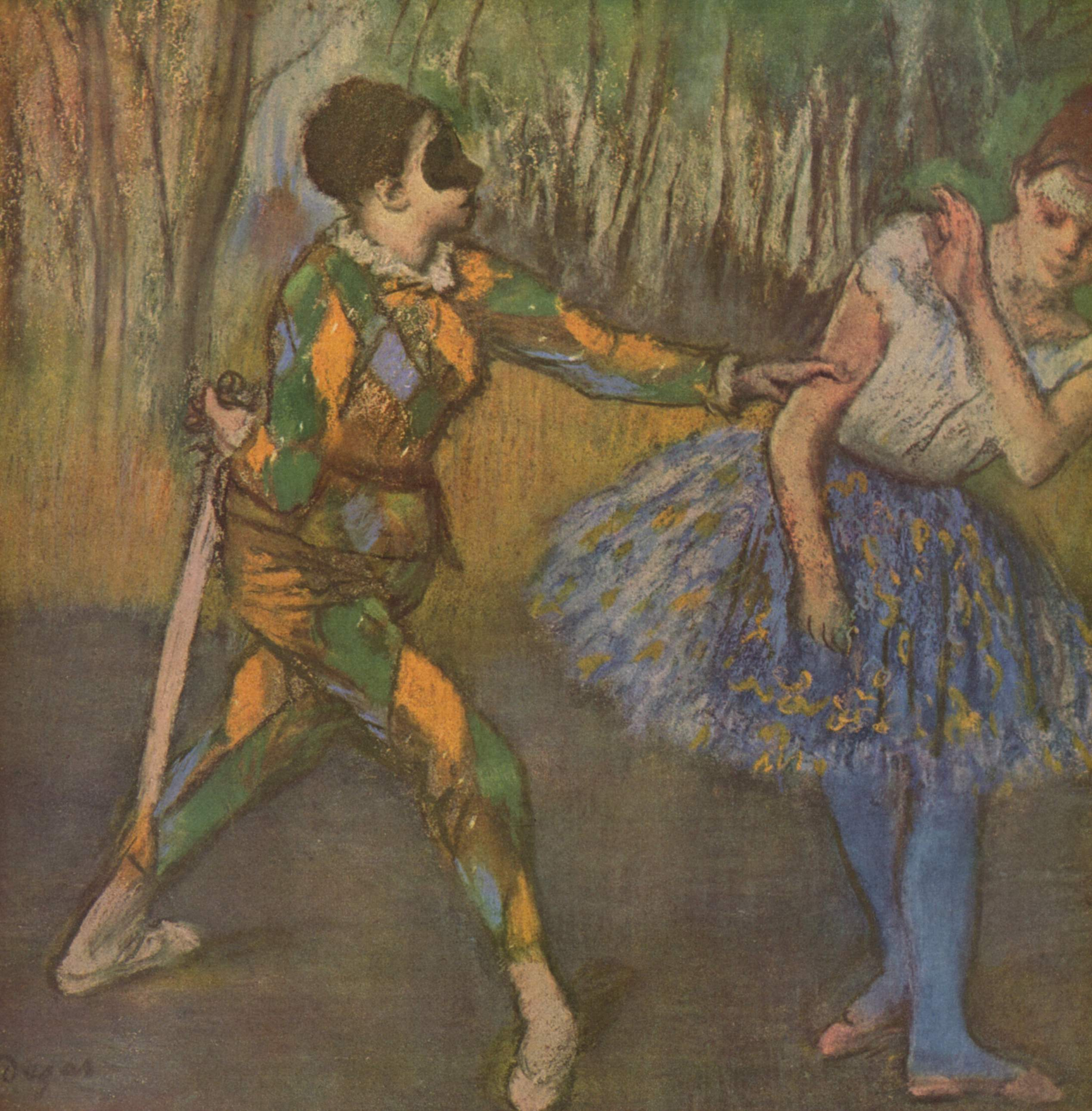
Arlequín y Colombina (1884, detalle), de Edgar Degas. Galería Belvedere (Viena).
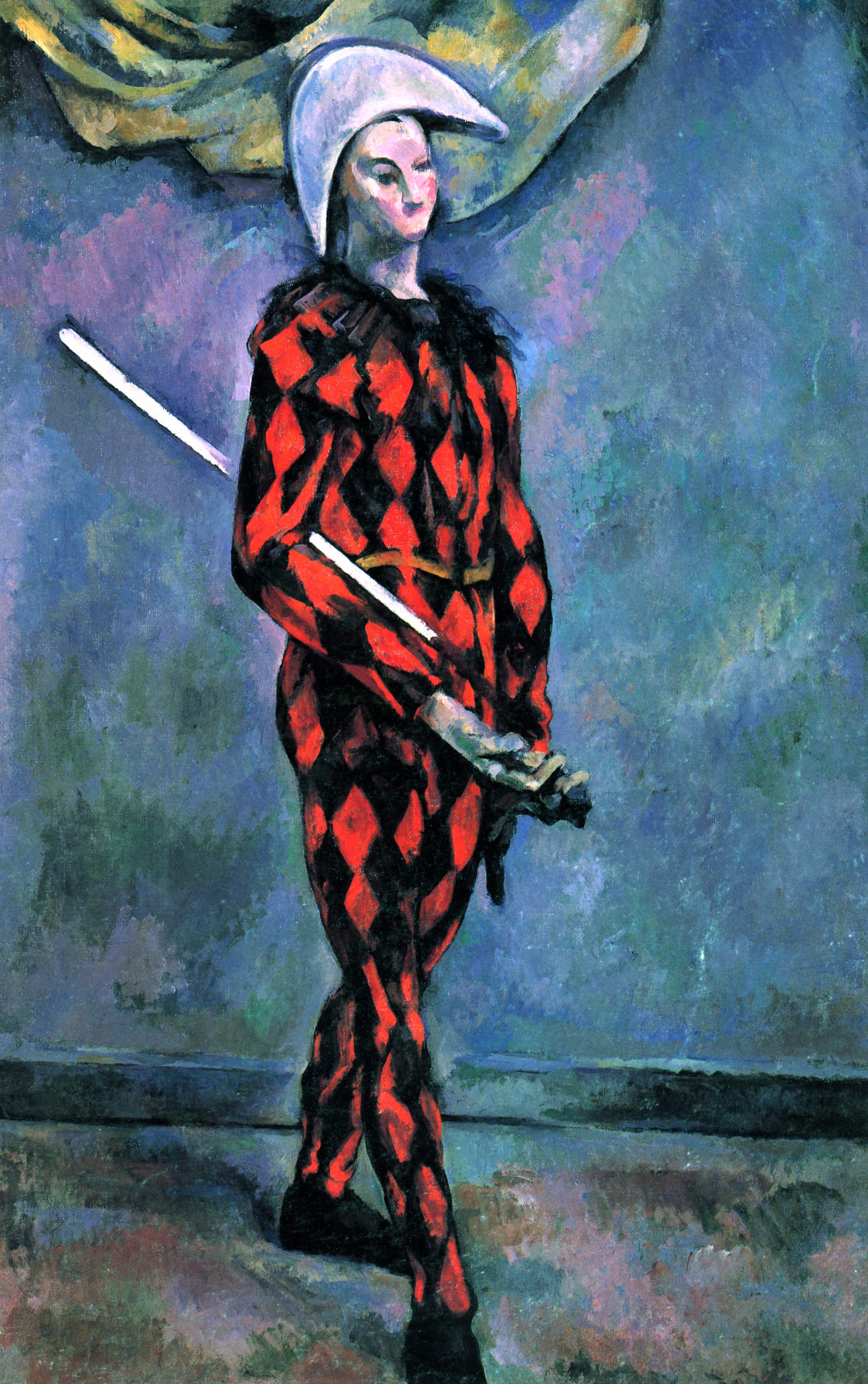
Arlequín (hacia 1889), de Paul Cézanne. Galería Nacional de Arte (Washington).
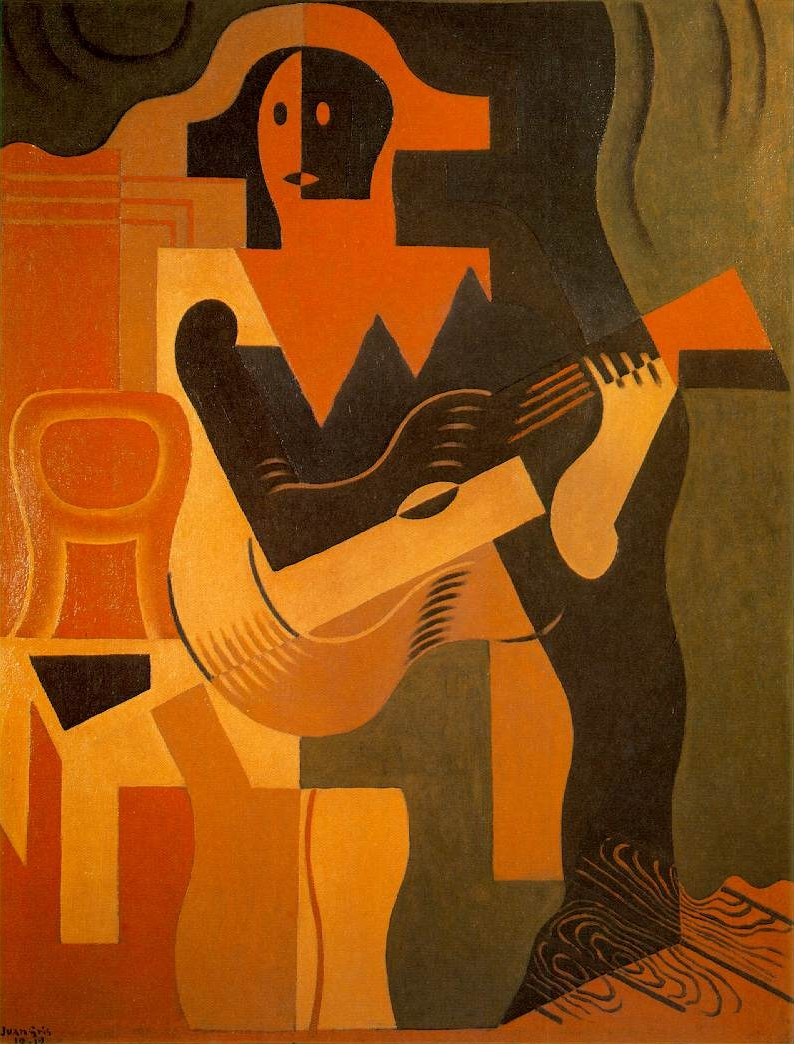
Arlequín con guitarra (1919), de Juan Gris. Galería Louise Leiris (París).

### En Picasso
La imagen del arlequín se repite a lo largo de la obra de Picasso desde de 1901 y sobre todo a partir de 1905, cuando casi se convierte en protagonista de la llamada época rosa. Parece indiscutible que este personaje de la Comedia del arte, como ocurriría en los años 30 con el minotauro, se convirtió en el «alter ego» del artista malagueño. Los especialistas han querido leer en el arlequín picassiano un testigo de la comedia humana; un iniciado que busca transgredir y trascender las limitaciones del hombre terrenal. En 1915, Picasso hizo una serie de investigaciones en torno al arlequín, cuya culminación, según palabras del artista, fue el Arlequín, propiedad del MoMA de Nueva York. Otras famosas pinturas suyas son: el Arlequín pensativo (1901) del periodo azul, el tierno Arlequín de 1917, o el retrato de su hijo Paulo, Arlequín (1924).

### En la música, la ópera y elballet

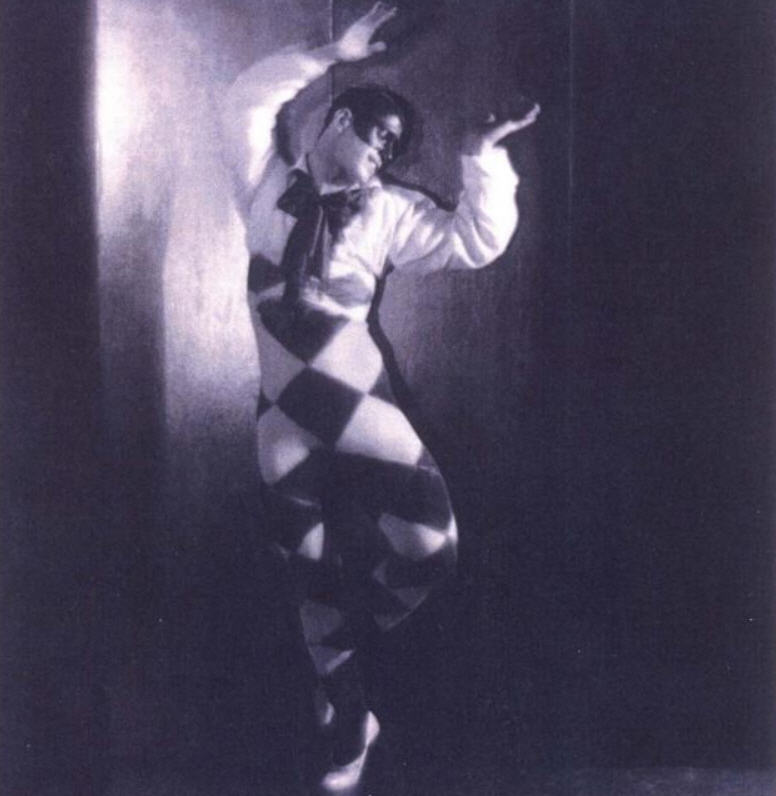
Nijinsky como Arlequín, fotografiado por Adolf de Meyer en el París de 1910.

Compartiendo con Polichinela las preferencias de músicos y grandes bailarines, Arlequín, nacido cómico ambulante, popularizado por la Comédie Italienne en Francia y la obra de Carlo Goldoni a lo largo del siglo XVIII, entró en los dos siglos siguientes por la vía del teatro y la opereta en el santuario musical de la ópera y el ballet. Sirvan de ejemplo la ópera de Ferruccio Busoni: Arlecchino (1913) y el conjunto de ballets del bailarín ruso Nijinsky. Entre las partituras pueden citarse la pieza para clavecín de Francois Couperin Arlequine (ordre 23), la tercera pieza del célebre Carnaval Op. 9  para piano de Robert Schumann, que en sus saltos de décimas evocan al pícaro y saltarin personaje, y la cinematográfica Obertura Harlequin del suizo Franco Cesarini.</ref>

#### Secuelas
Seducido por el potencial comercial de un personaje que nació muerto de hambre y para escándalo de los referentes intelectuales de siglos pasados, en el umbral del siglo XXI se pusieron en escena nuevos arlequines más o menos literarios, cinematográficos o cibernéticos; de entre los más populares, puede mencionarse a la nueva Harley Quinn, enemiga de Batman y secuaz de Joker, perversión de el enigmático señor Quin de Agatha Christie.

## En la fiesta popular
Arlequín y su mundo son personajes habituales en las fiestas de Carnaval en Europa y América. Entre sus muchas manifestaciones pueden citarse: los arlequines del carnaval de Binche (en Bélgica) y las murgas americanas.